# Fedorivka (Lugansk)
Fedorivka (en ucraniano: Федорівка ) es una localidad de Ucrania, en el Óblast de Lugansk.
Se encuentra a una altitud de 269 m sobre el nivel del mar. 

## Demografía
Según estimación 2010 contaba con una población de 375 habitantes.
| 411                        | 375 |
| (Fuente: [cita requerida]) |     |